# Oficina Federal para la Protección de la Constitución
La Oficina Federal para la Protección de la Constitución (en alemán: Bundesamt für Verfassungsschutz, abreviado BfV) es una agencia de inteligencia policial del Gobierno Federal alemán. Se dedica a asuntos de inteligencia e investigaciones concernientes al ámbito doméstico alemán. La BfV responde ante Ministerio Federal del Interior, del que depende totalmente, y desde noviembre de 2018 está dirigida por Thomas Haldenwang, actuando como su presidente. Junto a la Landesämter für Verfassungsschutz (LfV), o las Oficinas estatales para la Protección de la Constitución, en el nivel estatal, ambas se encargan de la "inteligencia" sobre las amenazas contra el orden democrático, la existencia y seguridad de la República federal o de alguno de sus estados, y también de la pacífica coexistencia internacional de los pueblos.

## Historia

### Guerra Fría
En el preámbulo del borrador para la Ley Fundamental para la República Federal de Alemania, los gobernadores militares de la Trizona en las que quedaban marcadas las competencias de la policía federal y los servicios de inteligencia alemanes (Polizeibrief, del 14 de abril de 1949). De acuerdo con este esquema, la Oficina Federal para la Protección de la Constitución fue creada el 7 de noviembre de 1950. En los primeros tiempos la BfV se vio más preocupada por las actividades de neonazis y de revolucionarios comunistas, aunque muy pronto se vio plenamente inmersa en actividades de Contraespionaje.
Desde el comienzo la agencia se vio agitada por una serie de asuntos. El primero fue el Caso Vulkan, en abril de 1953, cuando 44 sospechosos fueron arrestados y acusados de espionaje a favor de la Alemania Oriental (RDA), pero fueron liberados más tarde debido a que la información proporcionada por el BfV no fue suficiente para obtener sentencias favorables de los tribunales. Al año siguiente el primer presidente de la institución, Otto John, huyó a la RDA; A este escándalo se uniría poco después otro, cuando se hizo público que cierto número de empleados de la BfV habían trabajado en la Gestapo durante el Periodo nazi. Sin embargo, la documentación reunida sobre el Partido Comunista de Alemania (KPD) fue esencial para su prohibición por el Tribunal Constitucional Federal de Alemania en agosto de 1956, lo que suponía su primer éxito. Con el paso de los años, un alto número de asociaciones y grupos políticos fueron prohibidos por las autoridades alemanas basándose en la documentación suministrada por la BfV.
Desde 1972 también se empezó a ocupar de las actividades de los extranjeros en Alemania, en especial los posibles extremistas y terroristas que operan en el país, o también la actividad de éstos en Alemania, como es el caso del Partido de los Trabajadores de Kurdistán (PKK). Uno de los principales fallos de inteligencia en este campo fueron las protestas de los partidarios del PKK en 1998, de las que el BfV no pudo controlar y perdió el rastro debido al Carnaval de Colonia. Pero en los años de la Guerra Fría, las principales actividades de contrainteligencia de la BfV se dirigieron sobre todo contra los agentes de la Stasi provenientes de la RDA, que en numerosas ocasiones había penetrado con éxito en el BfV. En la década de 1980, en una serie de escándalos los agentes de la Stasi mermaron gravemente la reputación del BfV como un servicio de contra-inteligencia. En este sentido, los agentes de la Alemania oriental se beneficiaban enormemente del estatus de la frontera (el Telón de Acero), que permitía a cualquier ciudadano de la RDA pasar a la República Federal sin restricciones.

### Una nueva Era
En los comienzos del siglo XXI, la BfV ha sido criticado públicamente por su comportamiento clandestino y su tendencia a incumplir las leyes. Lo cierto es que con el fin de la RDA, se ha puesto seriamente en duda la necesidad de un servicio de inteligencia nacional; La falta de detección de las actividades conspiradoras durante los Atentados del 11 de septiembre de 2001 cuestionó aún más la capacidad de la BfV para proteger la Constitución y, en última instancia, a la población. El ascenso de la extrema derecha, especialmente en los territorios de la antigua RDA, también se le ha achacado a la incapacidad de la agencia para establecer las estructuras de seguimiento y control.

### Escándalos de 2011-2012
En noviembre de 2011 el supuesto suicidio de dos activistas neonazis sacó a la luz los atentados y crímenes (denominados por la prensa alemana como los Asesinatos del Bósforo o Crímenes del Kebap) cometidos durante años por un grupo terrorista de ultraderecha denominado Nationalsozialistischer Untergrund (NSU). El escándalo en torno a la BfV estalló cuando surgieron acusaciones contra la agencia por haberse mantenido pasiva ante los asesinatos, atracos y atentados con bomba que durante más de 14 años cometió el grupo, pues se suponía que eran vigilados por los servicios secretos. Poco después se supo que uno de sus agentes del servicio estaba implicado en el grupo neonazi, además de ser un reconocido miembro de la extrema derecha alemana, lo que elevó las sospechas ante la posible colaboración y/o protección del BfV sobre los activistas neonazis. La agencia de inteligencia emitió un comunicado oficial en el que negaba la existencia de cualquier relación, pero ello no ha rebajado las sospechas y acusaciones que empiezan a ganar terreno en parte de la sociedad alemana.
El ministro de Interior Hans-Peter Friedrich había asegurado unos meses atrás que “en Alemania no hay indicios de terrorismo de ultraderecha”, pero tras el descubrimiento de estos hechos hubo de desdecirse y los calificó como "una nueva forma de terrorismo". Dado el tamaño del escándalo surgido, algunos líderes políticos como la Ministra de Justicia, Sabine Leutheusser-Schnarrenberger, han propuesto una reestructuración de la BfV y la confección de una lista de miembros de la Extrema derecha, como ya ocurre con los Fundamentalistas y terroristas islámicos.
Durante la investigación parlamentaria que se inició para esclarecer el caso, salió a relucir que el BFV destruyó expedientes relacionados con los implicados y otros activistas de extrema derecha en noviembre de 2011, inmediatamente después de producirse el escándalo. Este nuevo descubrimiento añadió aún más sospechas al asunto. El director de la BFV Heinz Fromm dimitió en julio de 2012 como consecuencia de estos hechos.

## Organización

### Estructura

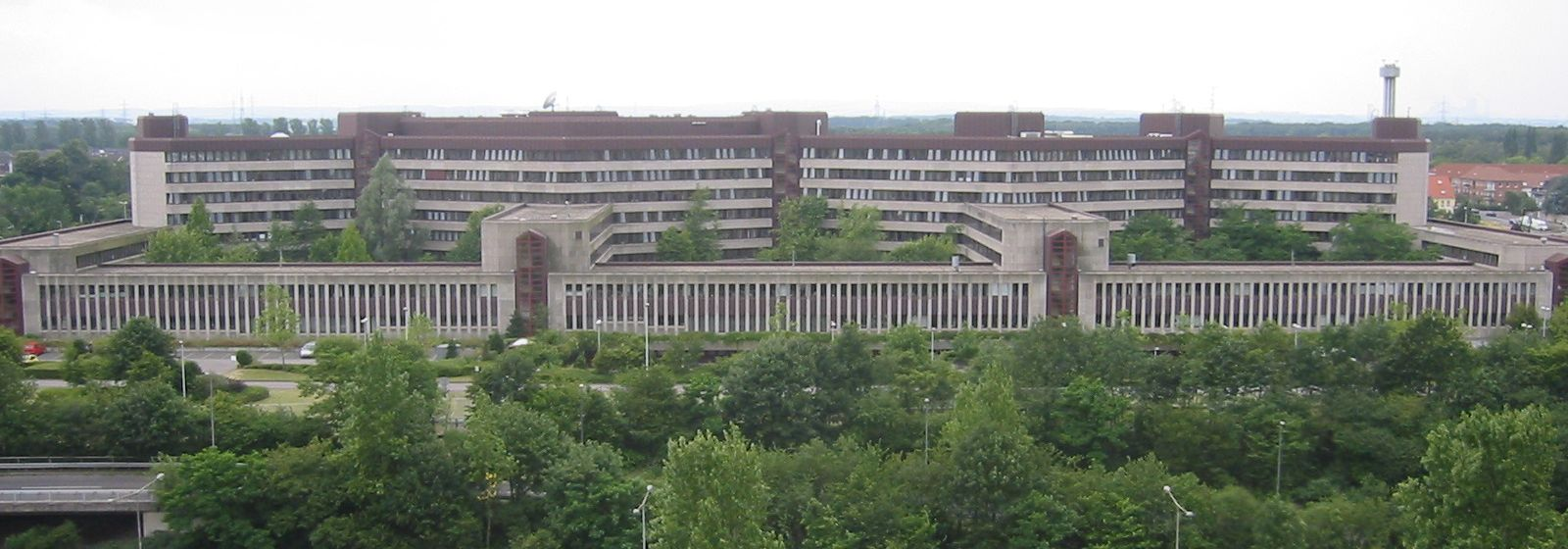
Cuarteles generales de la BfV en Colonia.

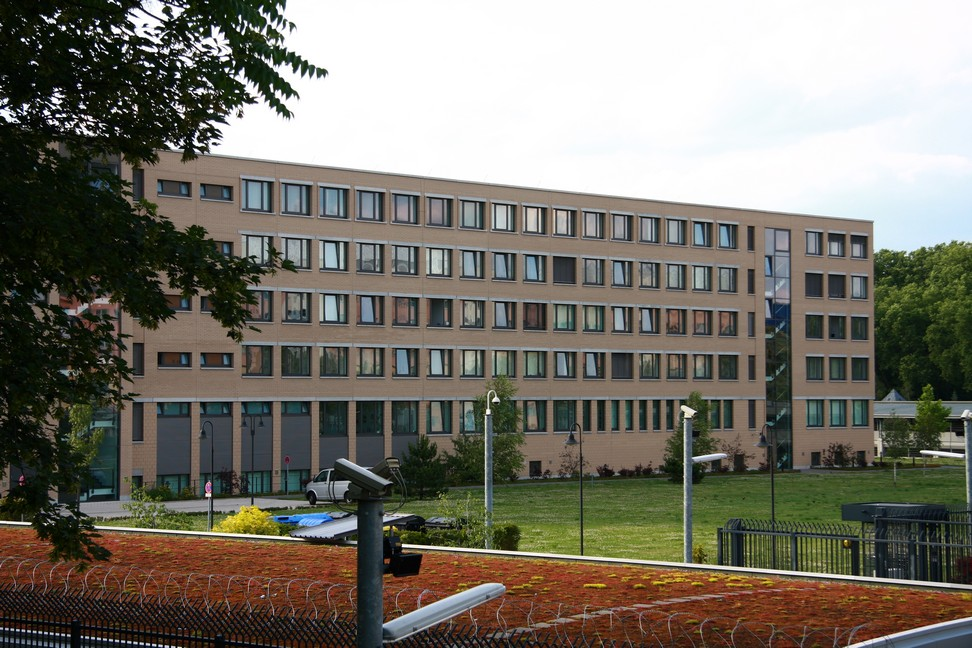
Central de la BfV en Berlín.

Los Cuarteles generales del BfV están en Colonia. Se encuentra dirigida por un Presidente, (que actualmente esta vacante desde la salida de Thomas Haldenwang), dos Vicepresidentes, la Dra. (Silke Willems) y (Ernst Stehl) y a su vez se encuentra dividida en departamentos:
- Departamento Z: Administración interna.
- Departamento IT: Telecomunicaciones y Ciberguerra.
- Departamento 1: Servicios centrales y logísticos.
- Departamento 2: Extremismo político (Extrema izquierda y Ultraderecha).
- Departamento 4: Contraespionaje, seguridad y contra-sabotaje.
- Departamento 5: Amenazas de seguridad que plantean extremistas extranjeros o desde el extranjero.
- Departamento 6: Fundamentalismo y terrorismo islámico.

En 2008 el presupuesto de los Fondos federales para la BfV fueron 155.238.306 €, con un total de 2.529 miembros del personal en servicio.

### Actividades
La BfV está controlado y responde directamente tanto ante el Ministerio Federal del Interior al igual que por el Parlamento Federal, la Comisión Federal para la Protección de Datos y otras instituciones. No obstante, el control del Ministerio del Interior se limita a funciones administrativas y funcionales. El control parlamentario es ejercido por el Bundestag en debate parlamentario, si bien la supervisión es llevada mediante comités parlamentarios, especialmente la Comisión Parlamentaria de Control y la Comisión G10. También se encuentra bajo control judicial, de tal modo que todas sus actividades pueden ser juzgadas. Sobre la base de la libertad y derecho de información, el público en general puede dirigir consultas peticiones al BfV.
Aunque que la BfV utiliza todo tipo de sistemas de vigilancia e infiltración, en su mayoría basan sus investigaciones en el uso de Códigos abiertos. La BfV publica anualmente un informe (Verfassungsschutzbericht) que tiene por objeto crear conciencia ciudadana acerca de las actividades anticonstitucionales que la agencia investiga y persigue.

### Presidentes
A lo largo de su historia, han pasado por la dirección del organismo los siguientes mandos:
- Otto John (1950-1954)
- Hubert Schrübbers (1955-1972)
- Günther Nollau (1972-1975)
- Richard Meier (1975-1982)
- Heribert Hellenbroich (1983-1985)
- Ludwig-Holger Pfahls (1985-1987)
- Gerhard Boeden (1987-1991)
- Eckart Werthebach (1991-1995)
- Hansjörg Geiger (1995-1997)
- Peter Frisch (1997-2000)
- Heinz Fromm (2000-2012)
- Hans-Georg Maaßen[21] (2012-2018)
- Thomas Haldenwang (2018-2024)